# Nasaal (medeklinker)
Een nasaal of neusklank is in de fonetiek de vorming van een klank met een verlaagde velum in de mond, waardoor lucht tijdens het vormen van de klank ongestoord door de neus kan ontsnappen. De mond functioneert hierbij nog steeds als klankkast voor het geluid, maar de lucht kan niet door de mond ontsnappen daar deze wordt geblokkeerd door de tong. Voorbeelden van nasale medeklinkers zijn de m, de n en de ng.  
De meeste nasale klanken zijn sonorant. 